# Cantar hasta morir
«Cantar hasta morir» es el primer sencillo del primer álbum en vivo de Diego Torres, MTV Unplugged, publicado el 22 de abril de 2004.

## Antecedentes y rendimiento
La canción está escrita y producida por él mismo junto con Oney Alexander Cumba y Alexander Manuel Batista, también producido por Afo Verde quien produjo el álbum junto a él.

## Videoclip
El videoclip es simplemente la presentación en vivo del "desenchufado" que muestra sentado, cantando la canción usando una camisa sin mangas verde y un pantalón de cuero. La actuación en directo y el "desenchufado" se estrenó el 22 de abril de 2004 hasta el MTV.

## Posiciones
| Listas (2004)                  | Posición alta |
| ------------------------------ | ------------- |
| U.S. Billboard Hot Latin Songs | 15            |
| U.S. Billboard Latin Pop Songs | 8             |
| U.S. Billboard Tropical Songs  | 17            |